# Gianni Romme
Gianni Petrus Cornelis Romme, född 12 februari 1973 i Lage Zwaluwe, är en nederländsk före detta skridskoåkare, numera maraton-skridskoåkare och tränare. Romme är en av de mest framgångsrika skridskoåkarna genom tiderna som bland annat har nio VM-guld och två OS-guld, båda från Nagano 1998. Han var specialiserad på de längre distanserna 5 000 och 10 000 meter, men lyckades även vinna allround-VM två gånger mot slutet av karriären.
Romme slog igenom i mitten av 1990-talet och hans första stora internationella framgång blev VM 1996 i Hamar där han vann 10 000 meter och tog brons på 5 000 meter. Detta var det första världsmästerskapet där det delades ut guld på varje distans, tidigare hade bara allround-VM avgjorts. Den nya ordningen passade Romme utmärkt, eftersom hans svaga sprintåkning gjorde det svårt för honom att vara med för att konkurrera om allround-titlar.
Romme satte inte mindre än åtta världsrekord under sin karriär, bland annat både på 5 000 och 10 000 meter i OS i Nagano 1998. Under två perioder toppade han också Adelskalender, världsrekordlistan för allroundåkning i skridsko. Han var för övrigt den förste som noterade en poäng under drömgränsen 150. Detta rekord slogs dock bara en vecka senare av Rommes landsman Jochem Uytdehaage.
Gianni Romme avslutade sin framgångsrika karriär i november 2006. Han startade en tränarkarriär med ett eget team, där bland andra Anni Friesinger ingår.